# Wielka Wieś (powiat zgierski)
Wielka Wieś – wieś w Polsce położona w województwie łódzkim, w powiecie zgierskim, w gminie Parzęczew.
Podzielona na dwie części Starą i Nową przez drogę prowadzącą z Parzęczewa do Łęczycy. Wśród mieszkańców droga nazywana Traktem Napoleona, gdyż tędy jechał zmierzając na Moskwę. W lipcu 1996 roku zabudowania Wielkiej Wsi – Nowej zostały zniszczone po przejściu trąby powietrznej.
W latach 1975–1998 miejscowość należała administracyjnie do ówczesnego województwa łódzkiego.